# Freiwilliger Schutzdienst
Freiwilliger Schutzdienst (Dobrovolná ochranná služba, zkráceně FS) byla pořadatelská služba Sudetoněmecké strany působící v Československu v roce 1938. Její činnost byla povolena ministerstvem vnitra 14. 5. 1938, přičemž oficiálně měla sloužit jako pořadatelská a pořádková služba při akcích SdP a také jako výpomoc při živelních pohromách. Ve skutečnosti pak jednotky FS působily jako úderné oddíly proti odpůrcům strany, obzvláště pak při nepokojích v pohraničí. Jejich velitelství se nacházelo v Chebu a byly rozděleny na aktivní mužstvo (21–35 let), I. zálohu (do 45 let) a II. zálohu. Organizace probíhala podle vzoru německé SA a navázala na takzvanou ordnerskou službu, kterou od března 1934 zakládala strana SHF, předchůdkyně SdP. Označení „ordneři“ však přetrvalo i pro příslušníky FS a používalo se ještě i pro Sudetoněmecký sbor dobrovolníků (Sudetoněmecký Freikorps). Oficiální činnost těchto oddílů skončila 15. 9. 1938, kdy byly, společně se samotnou SdP, zakázány a následně se přetransformovaly právě ve Freikorps.